# Drogoszów
Drogoszów (niem. Neusorge)– wieś w Polsce położona w województwie opolskim, w powiecie nyskim, w gminie Łambinowice.